# Naque
Naque is een gemeente in de Braziliaanse deelstaat Minas Gerais. De gemeente telt 6.154 inwoners (schatting 2009).

## Aangrenzende gemeenten
De gemeente grenst aan Açucena, Belo Oriente, Iapu en Periquito.

## Galerij

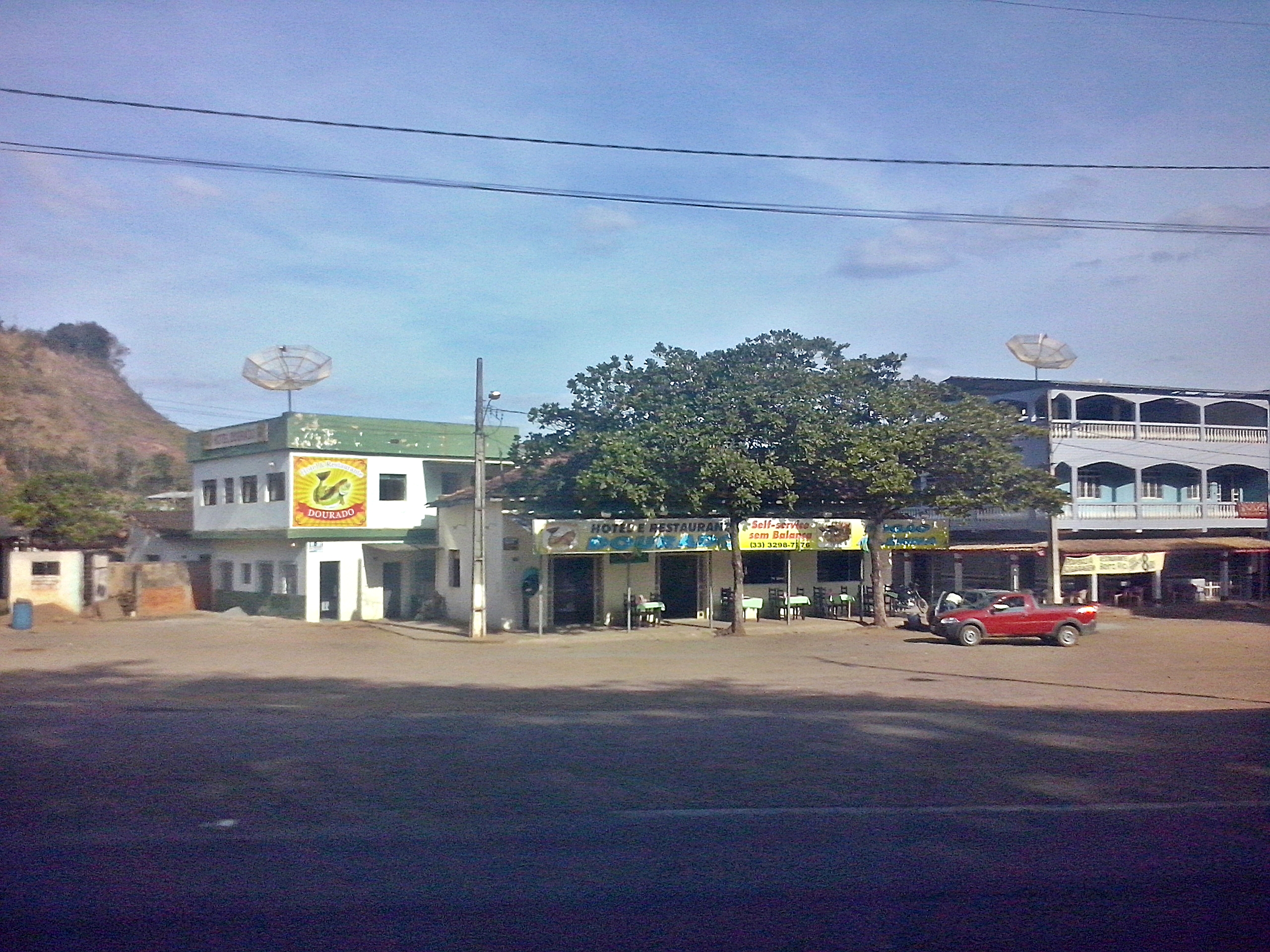
Winkelcentrum aan de BR-381 bij Naque
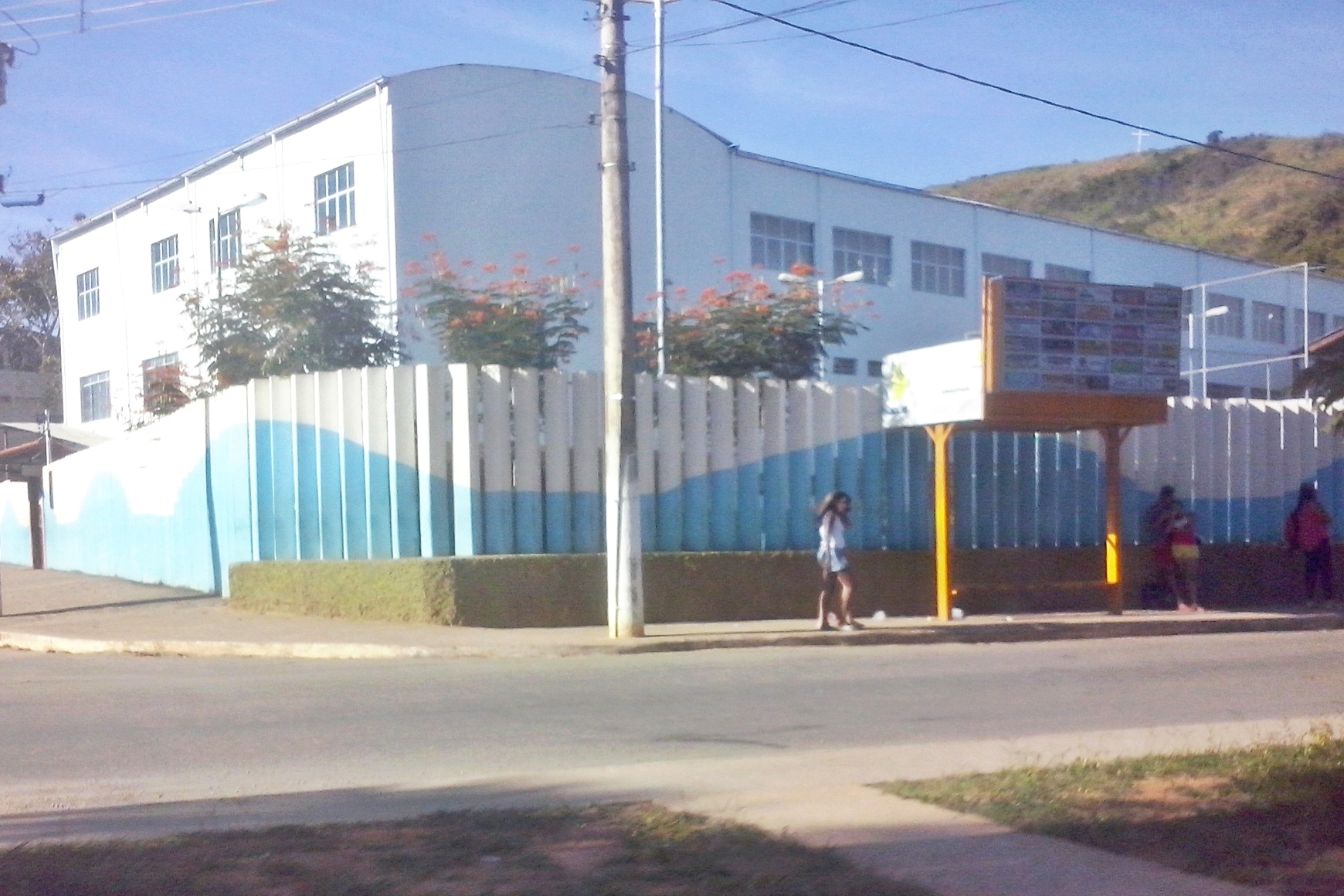
School in Naque
Av. José Martins Morais Jr.
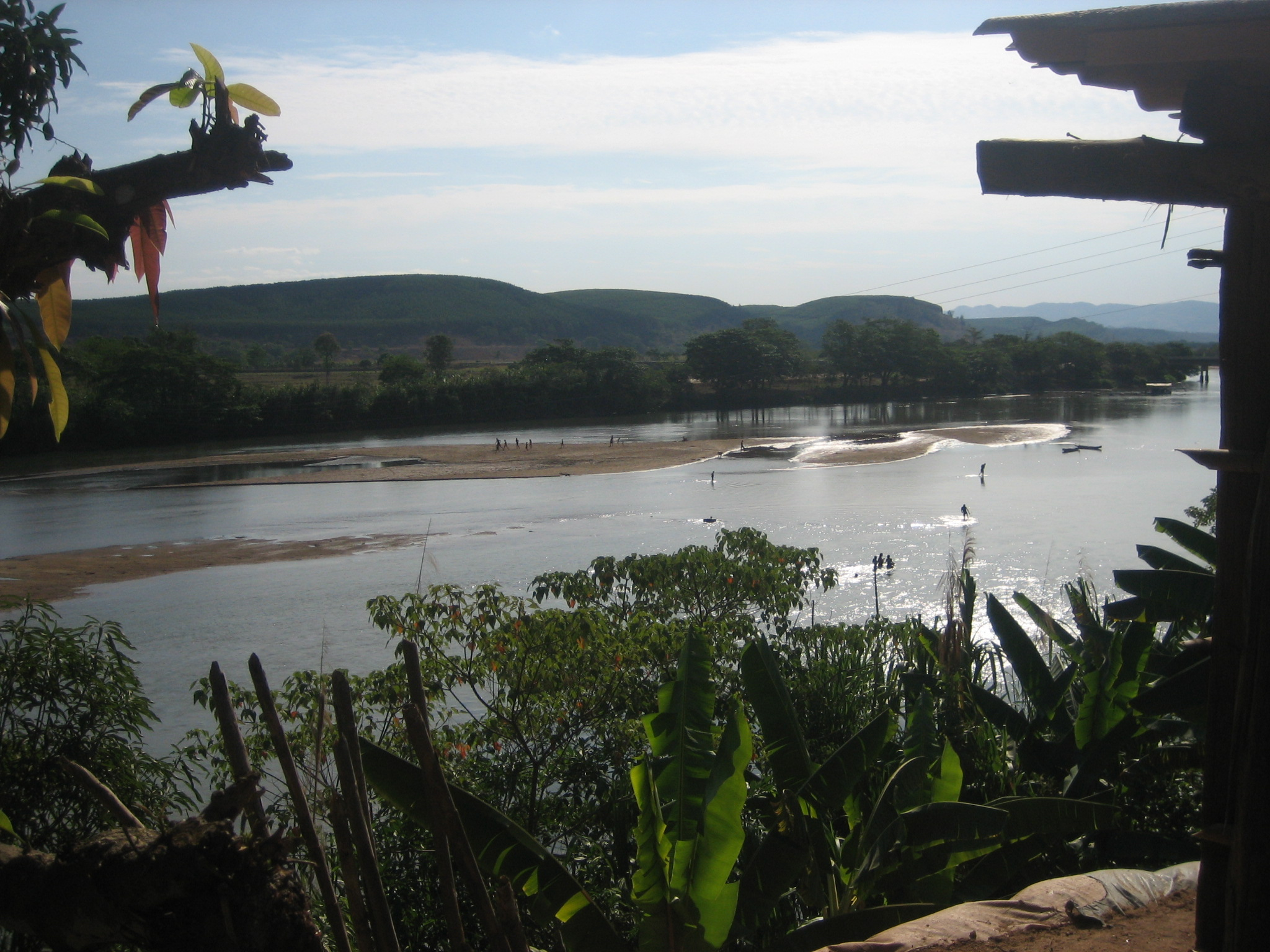
Rivier Santo Antônio bij Naque